# Rianne de Vries
Rianne de Vries (Heerenveen, 14 dicembre 1990) è una pattinatrice di short track olandese.

## Biografia
Intrattiene una relazione sentimentale con il compagno di nazionale Daan Breeuwsma.

## Palmarès
- Mondiali

Montréal 2018: argento nella staffetta 3000 m;
Dordrecht 2021: oro nella staffetta 3000 m;
- Europei

Dordrecht 2015: argento nella staffetta 3000 m;
Sochi 2016: oro nella staffetta 3000 m;
Torino 2017: oro nei 500 m; bronzo nella staffetta 3000 m;
Dordrecht 2019: oro nei 500 m; bronzo nella staffetta 3000 m;
Debrecen 2020: oro nella staffetta 3000 m;
Danzica 2021: argento nella staffetta 3000 m;